# Cours (Lot)
Cours era una comuna francesa situada en el departamento de Lot, de la región de Occitania, que el 1 de enero de 2017 pasó a ser una comuna delegada de la comuna nueva de Bellefont-la-Rauze al fusionarse con las comunas de Laroque-des-Arcs y Valroufié.

## Demografía
| Gráfica de evolución demográfica de Cours entre 1800 y 2014 |
|                                                             |

Los datos demográficos contemplados en este gráfico de la comuna de Cours se han cogido de 1800 a 1999 de la página francesa EHESS/Cassini, y los demás datos de la página del INSEE.